# Canon Rock
"Canon Rock" jest neoklasyczno-metalową aranżacją kanonu D-dur Johanna Pachelbela. Utwór skomponował tajwański muzyk i kompozytor Jerry Chang (wśród internetowej społeczności znany jako JerryC), zaś swą popularność zawdzięcza nagraniu video zamieszczonym w internecie przez autora. O piosence pisał amerykański dziennik New York Times. Przygotowanie rockowej wersji kanonu trwało dwa tygodnie. Aktualnie kompozytor prowadzi internetowe lekcje dla amatorów gry na gitarze.
Utwór ten jest jednym z najpopularniejszych w grze JamLegend – grano w niego ponad 5 mln razy.

## Covery
Jeden z najpopularniejszych coverów utworu został nagrany przez południowokoreańskiego gitarzystę-hobbystę Lim Jeong-hyuna (znanego również jako funtwo). Nagranie video z jego wykonaniem było 17. najczęściej oglądanym filmem na YouTube i liczyło sobie ponad 75 milionów odsłon. Aktualnie film został zablokowany przez YouTube. W czerwcu 2007 roku powstał film przedstawiający Canon Rocka w wykonaniu 40 losowych gitarzystów.

## Tabulatury
Tabulatury dla Canon Rocka w wykonaniu JerryC'ego oraz MattRacha dostępne są w internecie.